# Conioscinella annulifemur
Conioscinella annulifemur är en tvåvingeart som beskrevs av Oswald Duda 1930. Conioscinella annulifemur ingår i släktet Conioscinella och familjen fritflugor. Inga underarter finns listade i Catalogue of Life.